# Christophe Hardiquest
Christophe Hardiquest, né le 20 octobre 1975 à Waremme, est un chef cuisinier belge.
De 2001 à 2022, il est chef du restaurant Bon Bon à Woluwe-Saint-Pierre (Bruxelles-Capitale), deux étoiles au Guide Michelin et cinq toques au Gault&Millau. À partir de 2023, il est chef du restaurant Menssa, étoilé en 2024. 

## Biographie
Christophe Hardiquest grandit à Ans (province de Liège), enfance qui lui laisse le souvenir des goûts simples des chicons au gratin, des boulets à la liégeoise et des frites à la graisse de bœuf. Il prend goût à la cuisine au contact de sa grand-mère flamande, originaire de Tongres, qui fabriquait elle-même son pain, ses jambons à la campagne. À 14 ans, Christophe Hardiquest choisit sa voie et entre à l'École hôtelière de la province de Namur.
La formation dure quatre ans et Christophe Hardiquest, passionné, multiplie les stages. Il fait un stage de trois mois aux États-Unis et, de retour à Liège, rencontre sa compagne Stéphanie en 1995. Il décide de monter à Bruxelles et débute au restaurant l'Amandier en dormant dans sa Honda Civic, garée devant le restaurant la Villa Lorraine, faute de pouvoir se payer un logement. Il s'installe ensuite avec sa compagne à Anderlecht, avec ses premiers salaires. Il travaille ensuite chez Yves Mattagne au SAS Radisson, où il fait tous les postes pendant un an. Il alterne ensuite maisons étoilées et non étoilées, passant chez notamment Roland Debuyst à Nossegem, avant de repartir aux États-Unis.
De retour en Belgique, il travaille pendant deux ans et demi avec Pascal Simon, dont il devient sous-chef exécutif. Il devient ensuite chef pour la première fois dans un restaurant bruxellois, Voyage à travers les sens.
En 2001, il lance son restaurant Bon Bon avec 2 500 € en poche. Le restaurant est installé dans un magasin de meubles indonésiens à Uccle. En 2004, il décroche une étoile Michelin.
Christophe Hardiquest déménage Bon Bon à Woluwe-Saint-Pierre en 2011 et reçoit une deuxième étoile en novembre 2013 dans le Guide Michelin millésime 2014.
En octobre 2019, Christophe Hardiquest participe au tournage du quatrième épisode la saison 11 de Top Chef, diffusé le 11 mars 2020 sur M6 et le 16 mars sur RTL-TVI.
Christophe Hardiquest fait partie de l'Association des Maîtres-Cuisiniers de Belgique et des Grandes Tables du Monde.
Après avoir fermé son restaurant Bon Bon en juin 2022, Christophe Hardiquest reprend en août suivant les cuisines du restaurant de Châteauneuf-du-Pape La Mère Germaine. En 2023, il ouvre Menssa dans l'ancien local de Bon Bon. En février 2024, ce restaurant reçoit une étoile Michelin.